# Generacija 5
Generacija 5  je srpski hard rock sastav osnovan 1977. u Beogradu.

## Povijest

### 1977. – 1982.
Sastav je osnovan sredinom 1977. godine u Beogradu. Prvu postavu su činili klavijaturist Dragoljub Ilić, bubnjar Boban Đorđević, pjevač Jovan Rašić, gitarist Dragan Jovanović Krle i basist Dušan Petrović. Na prvim singlovima iz 1978. i 1979. godine sastav je svirao hard rock s utjecajem jazz rocka, a s dolaskom novog pjevača Gorana Miloševića, brata poznate pjevačice Slađane Milošević, postupno su se okrenuli komercijalnijem zvuku.  Na jesen 1979. godine objavili su i treći singl s kojeg se izdvaja njihov najveći hit "Ti samo budi dovoljno daleko". Prvi zapaženiji nastup imali su na festivalu u Opatiji 1979. godine, gdje su nagrađeni za najbolje korištenje folklornih motiva. 
Prva ploča "Generacija 5" izašla je 1980. godine, a druga "Dubler" dvije godine kasnije. Iz ovog razdoblja ostali su hitovi "Dolazim za pet minuta", (tekst napisao Bora Đorđević) "Ti i ja", "Dubler" itd. Njihova glazba je korištena u filmu Zorana Čalića "Došlo doba da se ljubav proba" iz 1980. godine. Sastav je prestao s radom 1982. godine.
Tijekom stanke glazbeni najaktivniji ostao je klavijaturist Dragan Ilić. Radio je u PGP RTB-u i surađivao s poznatim glazbenicima poput Željka Bebeka i Slađane Milošević. Skladao je pjesmu Za milion godina u okviru YU rock misije. Dobio je više glazbenih nagrada. Milošević je neko vrijeme bio u grupi Mama Co Co, Jovanović je radio kao studijski glazbenik a Petrović i Đorđević su se odselili u Sjedinjene Američke Države.

### Od 1992.
Deset godina kasnije skupina je obnovila rad.  Novu postavu su činili, pored Ilića i Jovanovića, basist Miloš Stojisavljević Cajger (koji je prethodno krajem 70-ih jedno vrijeme mijenjao Petrovića), bubnjar Zoran Radovanović Baki i pjevač i glumac Đorđe David Nikolić. Godine 1994. objavili su kompilacijski album na kojem se nalazila i nova pjesma Najjači ostaju s kojom su doživjeli veliki uspjeh. Ova kompilacija, zajedno s kocertnim albumom Unplugged & Live vratila ih je u žižu zanimanja tadašnje srpske rock scene. Povratnički album Svet je tvoj izašao je 1997. godine, s hitovima kao što su Ritam dodira, Šta ćemo sad nas dvoje, Povedi me u noć i Nosi je košava. Đorđe David je napustio grupu 2000. godine i posvetio se samostalnoj karijeri, a novi pjevač postao je Dragan Panjak. Te godine objavili su kompilaciju balada Pomoli se još jednom, a naslovna pjesma bila je i jedina koju je Panjak snimio s grupom.  Na zadnjem studijskom albumu Energija iz 2006. godine pjevač je bio Dejan Najdanović Najda, prethodno član grupe Smak.

## Diskografija
Studijski albumi
- Generacija 5 (PGP RTB, 1980.)
- Dubler (PGP RTB, 1982.)
- Svet je tvoj (PGP RTS, 1997.)
- Energija (PGP RTS, 2006.)

Kompilacijski albumi
- Generacija 5: Najjači ostaju 1978–1994. (PGP RTS, 1994.)
- Pomoli se još jednom... i druge balade (PGP RTS, 2000.)

Koncertni albumi
- Unplugged & Live (1995.)

Singlovi
- Novi život/Izgubljeni san (PGP RTB, 1978.)
- Svemu dođe kraj/Noćni mir (PGP RTB, 1979.)
- Umoran od svega/Ti samo budi dovoljno daleko (PGP RTB, 1979.)
- Spakuj se požuri/Samo laži (PGP RTB, 1981.)

## Vanjske poveznice
- Generacija 5 at MySpace
- Generacija 5 at Discogs